# Kim Gevaert
Pour les articles homonymes, voir Gevaert.
Kim Gevaert (née le 5 août 1978 à Louvain) est une athlète belge, spécialiste du sprint. Elle est championne olympique du relais 4 × 100 m en 2008 à Pékin et double championne d'Europe en 100 et 200 mètres en 2006 à Göteborg. Elle commence l'athlétisme à l'âge de 15 ans et établit plusieurs records chez les juniors. Passée professionnelle en 1998, parallèlement à ses études de logopédie, elle bat le record national du 100 m et remporte ensuite sa première médaille d'or lors de l'Universiade d'été de 1999. Blessée, elle doit renoncer aux Jeux olympiques d'été de 2000 mais remporte deux nouveaux titres nationaux et une médaille d'argent lors de l'Universiade d'été l'année suivante, recevant son premier Spike d'or fin 2001.
Par la suite, elle devient championne d'Europe du 60 mètres, devenant la première athlète belge à remporter un titre de championne d'Europe d'athlétisme en salle, et un nouveau titre national, lui permettant de recevoir le Géant flamand (nl) et le Joyau du sport flamand (nl) mais aussi un deuxième Spike d'or suivi d'un troisième l'année suivante. Peu après, elle devient la première athlète belge à remporter une médaille, celle d'argent, lors d'un championnat du monde en salle et participe à ses premiers Jeux olympiques lors desquels elle termine 6e du 200 m, performances à nouveau récompensées d'un Spike d'or, le quatrième, d'un Géant flamand et d'un titre de Personnalité sportive belge de l'année (nl) en 2004.
Après un nouveau titre de championne d'Europe du 60 mètres et un cinquième Spike d'or remporté, elle réalise le doublé lors des Championnats d'Europe d'athlétisme 2006 en remportant la médaille d'or sur 100 et 200 m, performance inédite depuis 1990, et reçoit le Trophée national du Mérite sportif. Championne d'Europe du 60 mètres pour la troisième fois, elle remporte également une médaille de bronze avec l'Équipe de Belgique féminine de relais 4 × 100 mètres aux Championnats du monde d'athlétisme 2007, équipe qui devient vice-championne olympique l'année suivante, avant de récupérer la médaille d'or en 2016 à la suite du déclassement de l'équipe de Russie pour dopage.

## Jeunesse
Kim Gevaert naît à Louvain le 5 août 1978 et a deux frères et une sœur. Enfant, elle se passionne pour la musique et joue de la flûte et du piano. Alors qu'elle a quinze ans, son frère aîné, Marlon, l'emmène à l'entraînement d'athlétisme. Elle s'affilie alors au Vilvoorde Atletiek Club (nl) où elle est entraînée par Rudi Diels. Sa distance de prédilection est le 200 mètres.

## Carrière

### En individuelle

#### Record de Belgique scolaire du60met premiers titres chez les juniors
En 1995, Kim Gevaert établit un nouveau record de Belgique scolaire du 60 m en 7,46 s, record qui tiendra plus de vingt ans avant d'être battu en 2019 par Mariam Oularé. Quelques mois plus tard, elle remporte sa médaille d'or du 100 m lors du Festival olympique de la jeunesse européenne 1995 à Bath. L'année suivante, elle remporte deux titres de championne de Belgique junior lors des Championnats de Belgique d'athlétisme espoirs à Jambes et se classe ensuite 6e du |100 m lors des Championnats d'Europe juniors d'athlétisme 1995 à Nyíregyháza
En 1997, Kim Gevaert bat le record de Belgique du 60 m lors des Championnats de Belgique d'athlétisme en salle, record que détenait depuis presque 22 ans Lea Alaerts. Quelques mois plus tard, elle améliore à deux reprises son propre record du 100 m en junior lors du meeting international de Nivelles, en 11,58 s en série puis 11,52 s en finale, record junior qui tiendra jusqu'en 2019 et sera alors battu, en 11,45 s, par Rani Rosius. Quelques jours plus tard, elle se classe 7e sur 200 m et 6e sur 100 m lors des Championnats du monde juniors d'athlétisme 1996 à Sydney,. Par contre, elle fait cette année-là l'impasse sur les Championnats de Belgique espoirs à Duffel.

#### Carrière senior, premiers résultats probants et premiers records
En 1998, lors de sa première année en tant que sportive senior, activité qu'elle pratique parallèlement à ses études, elle participe aux championnats de Belgique universitaires à Jambes et finit 1re du 100 m. Le mois suivant lors des Championnats de Belgique d'athlétisme 1998, elle égale puis bat le record du 100 m, un autre record que détenait Lea Alaerts depuis plus de 20 ans. Le mois suivant, elle atteint les demi-finales du 200 m lors des Championnats d'Europe d'athlétisme 1998 à Budapest. L'année suivante, lors des épreuves de Première division de la Coupe d'Europe des nations d'athlétisme 1999 à Lahti, Kim Gevaert termine 2e du 100 m.

#### Premières médailles, blessure et premier Spike d'or
Quelques semaines plus tard, lors de l'Universiade d'été de 1999 à Palma de Majorque, Kim Gevaert remporte la médaille d'or du 200 m. Trois semaines plus tard, elle obtient la médaille de bronze lors des Championnats d'Europe espoirs d'athlétisme à Göteborg.
En 2000, une blessure aux tendons la contraint à renoncer à sa participation aux Jeux olympiques d'été à Sydney.
En 2001, KIm Gevaert remporte deux nouveaux titres de championne de Belgique, sur 100 et 200 m. Peu après, lors de l'Universiade d'été à Pékin, elle bat son propre record de Belgique du 200 m à deux reprises mais termine cette fois-ci 2e, remportant la médaille d'argent de la discipline. En fin d'année, elle remporte le Spike d'or féminin, récompense remise à la meilleure athlète belge de l'année écoulée.

#### Double championne d'Europe et vice-championne du monde en salle et finale aux Jeux olympiques
En mars 2002, lors des Championnats d'Europe d'athlétisme en salle à Vienne, elle devient championne d'Europe du 60 mètres, devenant la première athlète belge à remporter un titre de championne d'Europe d'athlétisme en salle. Peu après, Kim Gevaert devient citoyenne d'honneur de Kampenhout La même année, elle devient championne de Belgique du 100 m en établissant un nouveau record national en 11,16 s. En fin d'année, un deuxième Spike d'or lui est décerné. Elle remporte également le Géant flamand (nl) récompensant la meilleure personnalité sportive flamande de l'année écoulée et le Joyau du sport flamand (nl).
En 2003, lors des Championnats du monde d'athlétisme 2003 à Paris, elle se qualifie pour la demi-finale du 100 m en 11,23 s, temps lui permettant de se qualifier pour les Jeux olympiques d'été de 2004 à Athènes mais ne termine que 7e de celle-ci et ne dispute donc pas la finale. Pour la troisième fois consécutive, elle reçoit le Spike d'or fin 2003.
En 2004, lors des Championnats du monde d'athlétisme en salle, elle devient la première athlète belge à remporter une médaille lors d'un championnat du monde en salle et devient vice-championne du monde de la discipline en améliorant dans le même temps son propre record de Belgique. En mai de la même année, elle s'aligne sur des distances inhabituelles, le 400 m et le relais 4 × 400 mètres, ainsi que sur le relais 4 × 100 mètres, lors des Interclubs nationaux féminins à Nivelles. Après avoir remporté le 400 m en réalisant alors le troisième meilleur temps de l'histoire de l'athlétisme belge sur cette distance, elle gagne également les épreuves de relais, lors desquels ses coéquipières ne sont âgées que de 14 à 16 ans, à la suite des absences pour blessures d'Élodie Ouédraogo et de Katleen De Caluwé. Ces victoires permettent alors à son club, le Vilvoorde AC, de se maintenir en Division nationale,.
Quelques mois plus tard, lors des Jeux olympiques d'été à Athènes, Kim Gevaert participe aux 100, 200 et 4 × 100 m. Victime de douleurs aux quadriceps, elle est éliminée lors des demi-finales du 100 m mais parvient à se qualifier pour la finale du 200 m, en améliorant son record de Belgique, et à terminer celle-ci à la 6e place. Grâce à ses performances, elle remporte un quatrième Spike d'or quelques mois plus tard, une deuxième fois le Géant flamand et est élue Personnalité sportive belge de l'année 2004 (nl) en janvier 2005.
En 2005, elle conserve son titre acquis sur 60 mètres deux ans auparavant en devenant double championne d'Europe lors des Championnats d'Europe d'athlétisme en salle à Madrid. De nouveau et pour la cinquième fois d'affilée, le Spike d'or lui est attribué en fin d'année.

#### Doublé aux championnats d'Europe, triple championne d'Europe en salle, nouveaux titres nationaux et Trophée du Mérite sportif
En août 2006, lors des Championnats d'Europe d'athlétisme à Göteborg, Kim Gevaert réalise le doublé en remportant la médaille d'or sur 100 et 200 m. Elle est alors la première athlète à réaliser cette performance depuis Katrin Krabbe en 1990. Peu après, elle est faite citoyenne d'honneur de Steenokkerzeel, sa deuxième distinction de ce type. Fin 2006, le Trophée national du Mérite sportif est décerné conjointement à Kim Gevaert et Tia Hellebaut mais cette dernière devance cette fois-ci la sprinteuse qui termine 2e au classement du Spike d'or.
En 2007, elle devient triple championne d'Europe du 60 m lors des Championnats d'Europe d'athlétisme en salle 2007 à Birmingham, après avoir encore amélioré son record de Belgique lors des demi-finales. Quelques mois plus tard, après avoir bénéficié d'une invitation spéciale lui permettant de ne disputer que les finales des épreuves des Championnats de Belgique d'athlétisme 2007, elle remporte deux nouveaux titres nationaux sur 100 et 200 m. Trois semaines plus tard, elle termine 5e de la finale du 100 m des Championnats du monde d'athlétisme 2007 à Osaka mais déclare forfait pour la demi-finale du 200 m afin de se concentrer sur le relais 4 × 100 mètres. Début 2008, le Spike d'or de l'année 2007 lui est décerné, constituant sa sixième récompense en sept ans. Elle remporte également le Géant flamand pour la troisième fois.

#### Jeux olympiques de Pékin et fin de carrière
En août 2008, peu de temps avant le début des Jeux olympiques d'été de 2008 à Pékin, Kim Gevaert annonce qu'il s'agit de sa dernière saison professionnelle, ayant l'envie de fonder une famille et ressentant désormais plusieurs douleurs dans son corps à cause de sa pratique de l'athlétisme de haut niveau. Lors de ces Jeux, elle rate son départ lors des demi-finales du 100 m et ne parvient pas à se qualifier pour la finale en terminant 6e. Elle hésite ensuite à s'aligner sur 200 m mais finit par y renoncer à la suite de douleurs aux tendons d'Achille et afin de se concentrer sur le relais 4 × 100 mètres, avec lequel elle remporte par la suite la médaille d'argent.
Le mois suivant, elle dispute et remporte sa dernière course professionnelle lors du Mémorial Van Damme 2008 sous les ovations du public.

### En équipe

#### Premières courses et améliorations successives du record de Belgique
Parallèlement à sa carrière en individuel, Kim Gevaert court régulièrement le relais 4 × 100 mètres au sein de l'équipe belge. En 1999 déjà, Myriam Tschomba, Katleen De Caluwé, Elke Bogemans et Kim Gevaert terminent 3e lors des épreuves de Première division de la Coupe d'Europe des nations d'athlétisme à Lahti.
Le relais dont elle fait partie et qui comprend également Nancy Callaerts, Katleen De Caluwé et Élodie Ouédraogo va par la suite améliorer à plusieurs reprises le record de Belgique de la discipline, record qui datait alors de 1980 : d'abord à deux reprises en 2001 en 44,25 s à Vaasa en juin, puis en 44,19 s lors Championnats du monde d'athlétisme à Edmonton,,,; puis l'année suivante à trois reprises, en 43,99 s le 13 juillet à Oordegem,,, en 43,57 s lors des séries des Championnats d'Europe d'athlétisme 2002 à Munich, puis en 43,22 s lors de la finale de ces mêmes championnats, lors desquels l'équipe termine à la 4e place.
En 2003, l'équipe n'améliore pas le record de Belgique mais Katleen De Caluwé, Audrey Rochtus, Élodie Ouédraogo et Kim Gevaert terminent 6e de la finale lors des Championnats du monde d'athlétisme à Paris
En 2004, Katleen De Caluwé, Lien Huyghebaert, Élodie Ouédraogo et Kim Gevaert améliorent de nouveau le record de Belgique à deux reprises : d'abord à Plovdiv lors de la Coupe d'Europe des nations d'athlétisme en 43,14 s puis en 43,08 s lors des demi-finales des Jeux olympiques d'été à Athènes. Lors de la finale de ces mêmes jeux, elles se classent 6e,. En fin d'année, les relayeuses sont désignées Équipe sportive belge de l'année.

#### Première médaille, nouveau record de Belgique et Trophée du Mérite sportif

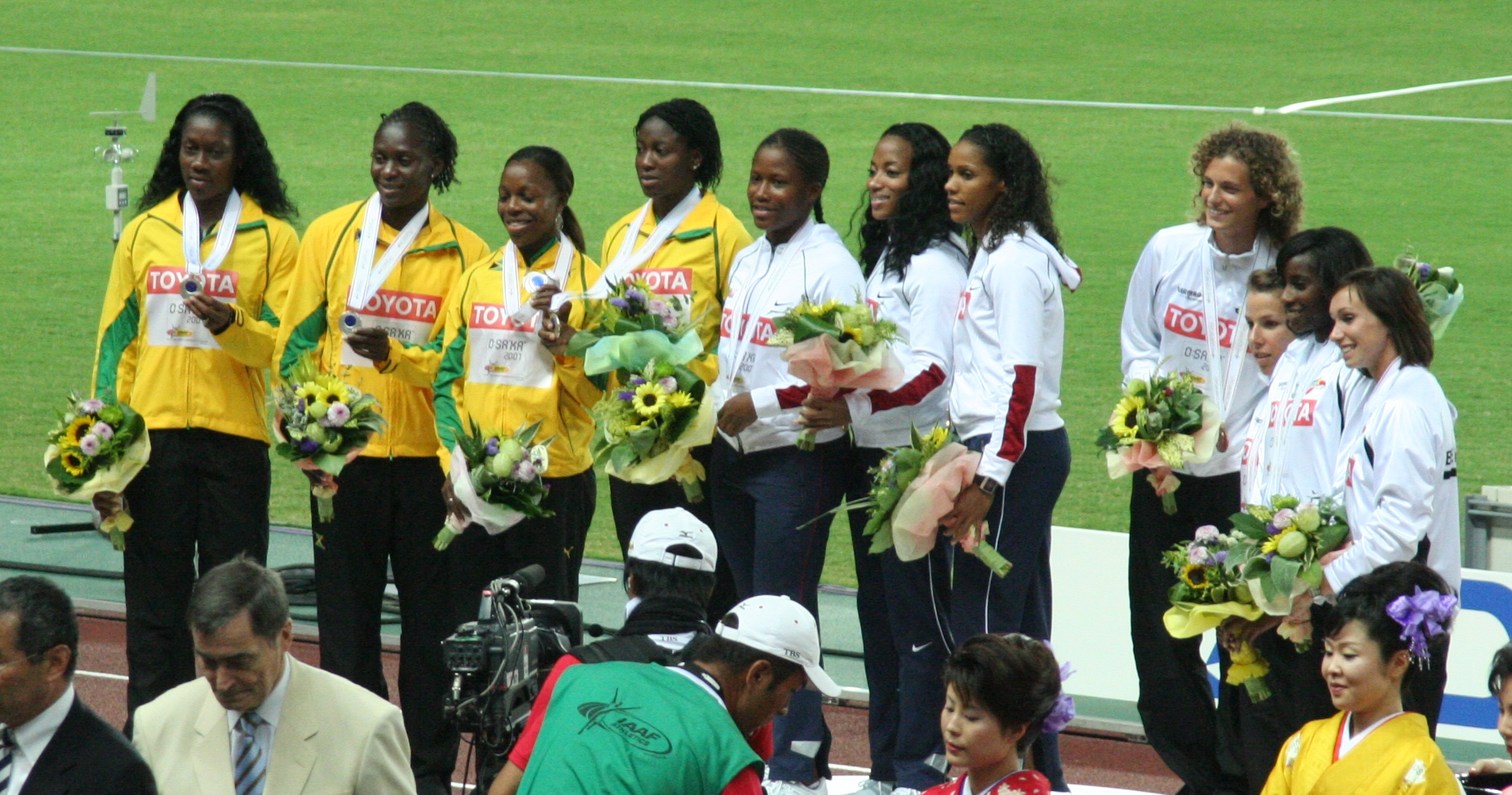
Olivia Borlée, Hanna Mariën, Élodie Ouédraogo et Kim Gevaert médaillées de bronze à Osaka

En 2007, Olivia Borlée, Hanna Mariën, Élodie Ouédraogo et Kim Gevaert obtiennent la médaille de bronze aux Championnats du monde d'athlétisme à Osaka et améliorent de nouveau le record de Belgique en 42,75 s,. Ces performances leur permettent d'être sacrées Équipe sportive belge de l'année pour la deuxième fois ainsi que de remporter le Trophée du Mérite sportif.

#### Médaillée d'argent aux Jeux olympiques
En 2008, Olivia Borlée, Hanna Mariën, Élodie Ouédraogo et Kim Gevaert obtiennent la médaille d'argent lors des Jeux olympiques à Pékin, en améliorant également le record de Belgique en 42,54 s. Il s'agissait alors de la première médaille de l'athlétisme féminin belge et la onzième de l'histoire de la Belgique. En fin d'année, grâce à leurs performances, elles sont désignées Équipe sportive belge de l'année pour la troisième fois. Kim Gevaert reçoit par la même occasion une récompense pour l'ensemble de sa carrière sportive.

## Retraite sportive

### Spike d'argent, grand-croix de l'ordre de la Couronne, maternités et noces
En février 2009, Kim Gevaert termine 2e au classement du Spike d'or et remporte son quatrième Spike d'argent, portant son total à onze Spikes sur l'ensemble de sa carrière (6 en or, 4 en argent et un en bronze). Le mois suivant, elle annonce être enceinte de son premier enfant. En juillet de la même année, elle reçoit la grand-croix de l'ordre de la Couronne. Le mois suivant, elle donne naissance à un garçon prénommé Vince. En avril 2010, elle épouse son compagnon et père de son enfant, Djeke Mambo, à Steenokkerzeel et donne naissance début 2011 à son second enfant, Roméo. Fin 2012, elle accouche de son troisième enfant, une fille prénommée Lili.

### Déclassement a posteriori du relais russe féminin médaillé à Pékin: de l'argent à l'or
En 2016, à la suite du scandale de dopage impliquant la Russie, 454 échantillons des Jeux olympiques de Pékin en 2008 sont réanalysés et 31 se révèlent positifs dont ceux d'Aleksandra Fedoriva et Yuliya Chermoshanskaya, médaillées d'or du relais 4 × 100 m. À la suite de ces nouvelles analyses effectuées sur les échantillons de l'athlète russe Yuliya Chermonshanskaya et qui révèlent la présence de produits interdits, le Comité international olympique décide en août 2016 de déposséder l'ensemble du relais russe féminin de leur médaille d'or acquise sur le 4 × 100 m. Le relais féminin belge, qui avait obtenu la médaille d'argent en 2008, récupère ainsi la médaille d'or huit ans après et devient donc championne olympique de la discipline. Les médailles d'or sont alors officiellement remises à Kim Gevaert et ses coéquipières lors du Mémorial Van Damme 2016.

### Citoyenne d'honneur de Rhode-Saint-Genèse
Fin septembre 2016, le conseil communal de Rhode-Saint-Genèse décide à l'unanimité d'attribuer le titre de citoyenne d'honneur à Kim Gevaert qui réside alors depuis quatre ans dans la commune. Ce titre lui est remis lors d'une cérémonie officielle en février 2017.

## Palmarès
| Date | Compétition                    | Lieu              | Résultat | Épreuve   | Temps   |
| ---- | ------------------------------ | ----------------- | -------- | --------- | ------- |
| 1999 | Universiade                    | Palma de Majorque | 4e       | 100 m     |         |
| 1999 | Universiade                    | Palma de Majorque | 1re      | 200 m     | 23 s 10 |
| 2001 | Universiade                    | Pékin             | 2e       | 200 m     | 22 s 94 |
| 2002 | Championnats d'Europe en salle | Vienne            | 1re      | 60 m      | 7 s 16  |
| 2002 | Championnats d'Europe          | Munich            | 2e       | 100 m     | 11 s 22 |
| 2002 | Championnats d'Europe          | Munich            | 2e       | 200 m     | 22 s 53 |
| 2002 | Championnats d'Europe          | Munich            | 4e       | 4 x 100 m | 43 s 22 |
| 2004 | Championnats du monde en salle | Budapest          | 2e       | 60 m      | 7 s 12  |
| 2004 | Jeux olympiques                | Athènes           | 6e       | 200 m     | 22 s 84 |
| 2004 | Jeux olympiques                | Athènes           | 6e       | 4 x 100 m | 43 s 11 |
| 2005 | Championnats d'Europe en salle | Madrid            | 1re      | 60 m      | 7 s 16  |
| 2005 | Championnats du monde          | Helsinki          | 7e       | 200 m     | 22 s 86 |
| 2006 | Championnats du monde en salle | Moscou            | 3e       | 60 m      | 7 s 11  |
| 2006 | Championnats d'Europe          | Göteborg          | 1re      | 100 m     | 11 s 06 |
| 2006 | Championnats d'Europe          | Göteborg          | 1re      | 200 m     | 22 s 68 |
| 2006 | Championnats d'Europe          | Göteborg          | —        | 4 x 100 m | DNF     |
| 2007 | Championnats d'Europe en salle | Birmingham        | 1re      | 60 m      | 7 s 12  |
| 2007 | Championnats du monde          | Osaka             | 5e       | 100 m     | 11 s 05 |
| 2007 | Championnats du monde          | Osaka             | —        | 200 m     | DNS     |
| 2007 | Championnats du monde          | Osaka             | 3e       | 4 x 100 m | 42 s 75 |
| 2008 | Championnats du monde en salle | Valence           | 4e       | 60 m      | 7 s 22  |
| 2008 | Jeux olympiques                | Pékin             | —        | 200 m     | DNS     |
| 2008 | Jeux olympiques                | Pékin             | 1re      | 4 x 100 m | 42 s 54 |

## Récompenses et distinctions
- 2002 : Joyau du sport flamand (nl)
- 2002, 2004 et 2007 : Géant flamand (nl)
- 2004 : Personnalité sportive belge de l'année (nl).
- 2006 : Trophée national du Mérite sportif (individuel)
- 2007 : Trophée national du Mérite sportif (dans l'équipe du 4 × 100 m)
- 2009 : Grand-croix de l'ordre de la Couronne
- Spike d'or en 2001, 2002, 2003, 2004, 2005 et 2007.